# اللوبيلية الأرجوانية
اللوبيِلية الأرجوانية أو زيبق نباتي (بالإنجليزية: Lobelia siphilitica) نبتة طويلة تنمو بمحاذاة المستنقعات وضفاف الأنهار في شرقي وأواسط أمريكا الشمالية. وهو من الأزهار البرية النادرة. وينمو إلى ارتفاع يتراوح بين 90 و120سم. وتحمل سيقانه التي يتراوح طولها بين 60 و150سم أزهاراً أرجوانية.
يزهر هذا النبات في الفترة من من أغسطس إلى أكتوبر. ويعتبر قصير العمر حيث يعيش كل نبات لبضع سنوات فقط. يتم تلقيح هذه النبتة بواسطة الحشرات وتحديدا النحل من جنس بومبوس).